# Parafia św. Bonawentury w Pakości
Parafia św. Bonawentury w Pakości – rzymskokatolicka parafia leżąca w granicach dekanatu barcińskiego.

## Rys historyczny
- 1243 – pierwsza wzmianka o kościele
- 1521 – zostaje wybudowany drugi kościół Nawiedzenia NMP
- 1608 – pierwsza wzmianka o kaplica Ducha Świętego, która ulega spaleniu w XVIII wieku
- 1631 – wybudowanie obecnego kościoła, wtedy jeszcze jako budowlę klasztorną przez oo. Reformatów na starych murach zamku
- 1684 – drugi kościół płonie, a następnie zostaje odbudowany pod wezwaniem Zwiastowania NMP
- 1760 – pierwsza budowla sakralna uległa zniszczeniu
- 1763–1769 rozbudowa i powiększenie świątyni
- 1787 – trzeci kościółek zostaje rozebrany z rozkaku władz pruskich
- 1796 – rozpoczęcie budowy czwartego kościoła pw. św. Jakuba
- 1797 – świątynia ulega pożarowi
- XIX – pochodzi z tego okresu cmentarz

## Dokumenty
Księgi metrykalne:
- ochrzczonych od 1684 roku
- małżeństw od 1744 roku
- zmarłych od 1685 roku

## Zasięg parafii
Ulice Pakości na obszarze parafii: Barcińska cz., Błonie, Dworcowa, Fabryczna, Grobla, Hankiewicza, Inowrocławska, Św. Jana, Jankowska, Krótka, Kwiatowa, Leszczyńskiego, Lipowa,
Łazienkowa, Mieleńska, Mikołaja, Mogileńska Osiedle, Mogileńska – domki jednorodzinne, Nadnotecka, Ogrodowa, Polna, Powstańców Wlkp., Radłowska cz., Rozjazd, Różana, Rynek, Słoneczna, Szeroka, Szkolna, Śluza, Topolowa, Żabia.
Miejscowości na obszarze parafii: Jankowo, Ludwiniec, Łącko (część), Radłowo (część), Rybitwy, Wielowieś